# Barra de chocolate

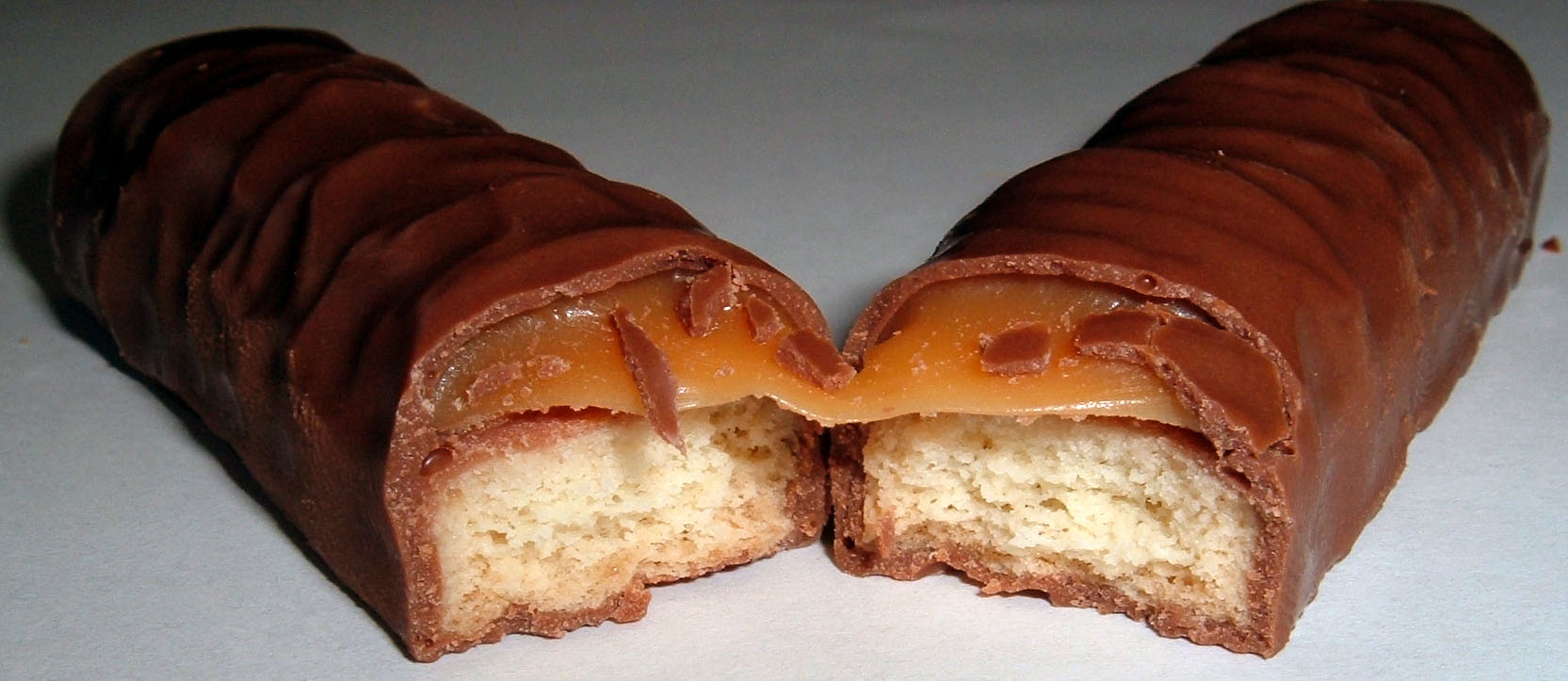
Uma barra de chocolate Twix, cujo interior é recheado com caramelo e biscoito.

Uma barra de chocolate é a confecção de chocolate na forma de barra. Em geral, apresenta como base ingredientes como cacau em pó, manteiga de cacau, açúcar e leite. A maior presença ou ausência de um ou mais desses ingredientes forma as subclasses das barras de chocolate, como o chocolate negro, chocolate de leite e branco. Também podem ser incluídos aditivos alimentares, como lecitina de soja e baunilha.
É frequente que essas barras revistam recheios, para modificar seu sabor, como caramelo, castanhas, biscoitos ou frutas. Também são geralmente vendidas como lanche para apenas uma pessoa. Certas barras de chocolate possuem suplementos nutricionais, sejam proteicos ou de vitaminas.